# Lamb

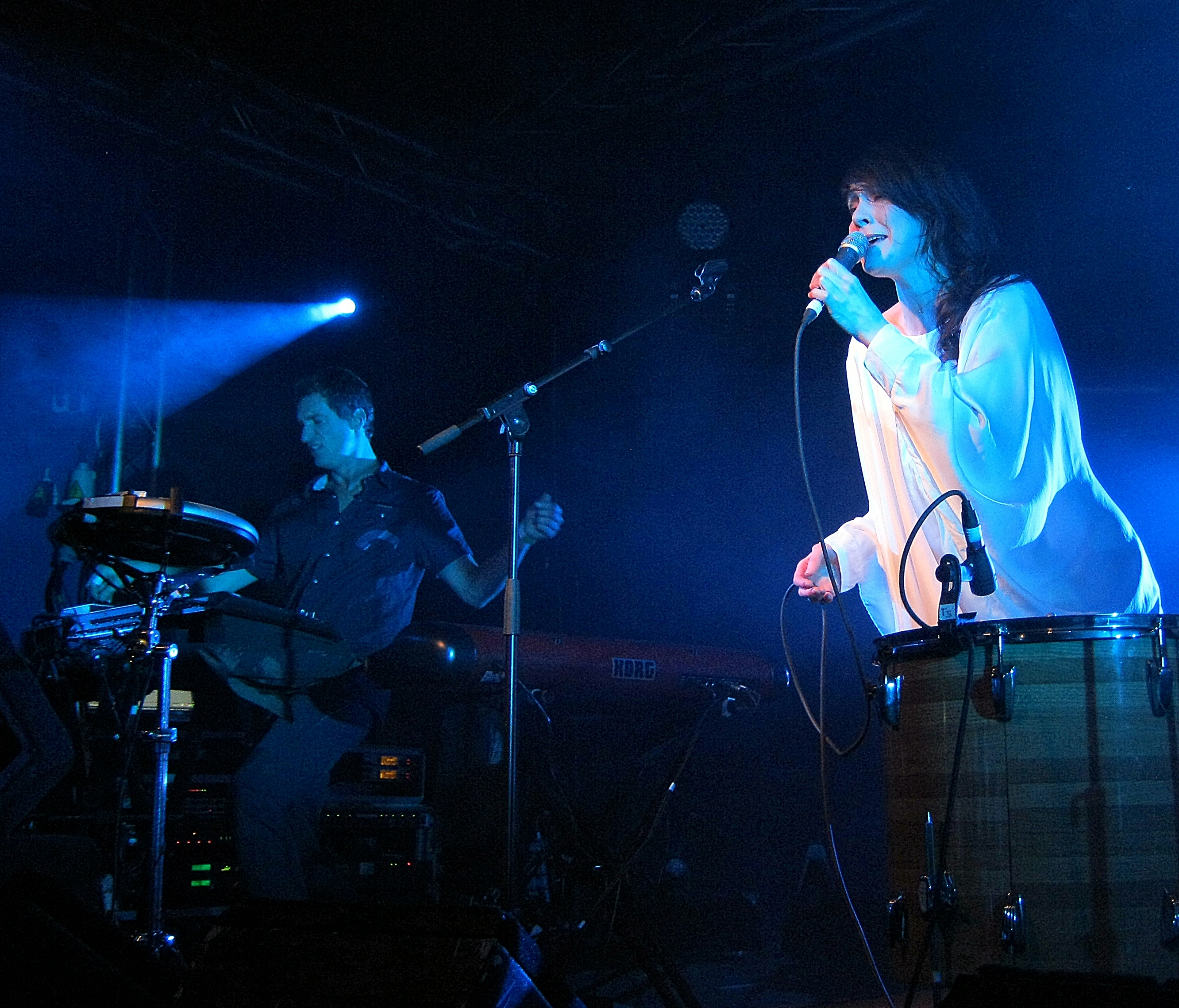
Lamb in 2012

Lamb is een Britse band, opgericht in 1994 door producent Andrew Barlow en zangeres Louise Rhodes. Lamb produceert muziek in het triphop genre. Lamb kreeg vrijwel direct bekendheid met de komst van de eerste single  Cotton Wool in 1996. Lamb heeft invloeden overgenomen vanuit jazz, jungle, drum & bass en het downtempo genre. Lamb had een zeer sterke live-reputatie en heeft enkele keren op Rock Werchter en Pukkelpop gespeeld. De band is in 2004 uit elkaar gegaan. Interne bronnen beweren dat de Belgische Geike Arnaert toen gevraagd is om de zangeres van Lamb te worden, maar zij zou er toen voor gekozen hebben om bij Hooverphonic te blijven. Andy en Lou werken nu elk aan hun eigen projecten. Voor Andy is dit een nieuwe band, Hoof genaamd en voor Lou haar eerste soloalbum Beloved One, uitgebracht door haar eigen label, Infinite Bloom Recordings. 
De bekendste hits van Lamb zijn 'Gabriel' en 'Gorecki'.
'Gorecki' is geschreven door zangeres Louise Rhodes nadat ze was geïnspireerd door de 3de symfonie van de Poolse componist Henryk Górecki, en is dan ook naar hem genoemd.
In de zomer van 2009 stonden er na de break van enkele jaren weer een tour gepland langs verschillende Europese festivals. Onder andere Raw Rhythm, Cactusfestival, Feest in het Park en Rock Ternat stonden op het programma.
Lamb werd officieel terug herenigd en Rhodes en Barlow maakten samen een nieuw album. "5" verscheen op 5 mei 2011 in de platenzaken. De albumnaam is eenvoudig ontstaan daar het hun vijfde album samenwas. Op 17, 18 en 20 februari 2011 stelden ze hun nieuwe creaties voor aan de Australische fans. In 2012 volgde een Europese tour en in 2014 zelfs een volgend nieuw album: "Backspace unwind". Ook na de release van deze plaat ging Lamb op tour in de UK, Australië en Europa.
2017 wordt een opmerkelijk jaar voor het duo uit Manchester. Lou Rhodes en Andy Barlow pakken namelijk uit met een speciale tournee om de (éénen)twintigste verjaardag van hun debuutplaat ‘Lamb’ te vieren. The "21 years anniversary tour" brengt hen onder meer ook in de AB (Brussel) en de Paradiso (Amsterdam).

## Bezetting
- Andrew Barlow (producer)
- Louise Rhodes (zang)

- Jon Thorne (bassist)
- Oddur Mar Runnarson (gitaar)
- Nikolaj Bjerre (drum)

## Discografie
- Lamb (1996)
- Fear of Fours (1999)
- What Sound (2001)
- Between Darkness and Wonder (2003)
- Back to Mine (The Voodoo Collection) (2004)
- Best Kept Secrets (2004)
- Remixed (2005)
- 5 (2011)
- Backspace Unwind (2014)